# موتور نورمحمد (کورین)
موتور نورمحمد روستایی در دهستان کورین بخش کورین شهرستان زاهدان استان سیستان و بلوچستان ایران است.

## جمعیت
بر پایه سرشماری عمومی نفوس و مسکن در سال ۱۳۹۵ جمعیت این روستا ۲۳ نفر (۵خانوار) بوده‌است.